# Piotr Nowak (arquero)
Piotr Nowak (20 de marzo de 1991) es un deportista polaco que compitió en tiro con arco, en la modalidad de arco recurvo. Ganó una medalla de plata en el Campeonato Europeo de Tiro con Arco al Aire Libre de 2012, en la prueba de equipo mixto.

## Palmarés internacional
| Campeonato Europeo al Aire Libre | Campeonato Europeo al Aire Libre | Campeonato Europeo al Aire Libre | Campeonato Europeo al Aire Libre |
| Año                              | Lugar                            | Medalla                          | Prueba                           |
| -------------------------------- | -------------------------------- | -------------------------------- | -------------------------------- |
| 2012                             | Ámsterdam (Países Bajos)         | Medalla de plata                 | Equipo mixto                     |